# Martin Hinteregger
Martin Josef „Hinti“ Hinteregger (* 7. September 1992 in Sankt Veit an der Glan) ist ein österreichischer Fußballspieler und -funktionär.
Der kopfballstarke Innenverteidiger begann seine Karriere beim SGA Sirnitz und spielte von 2016 bis 2022 in der deutschen Bundesliga. Mit Eintracht Frankfurt gewann er 2022 die Europa League. Im selben Jahr beendete er seine Profikarriere zunächst, setzte sie aber 2025 kurzzeitig fort. 
Hinteregger absolvierte 25 Spiele für österreichische Juniorenauswahlmannschaften und nahm mit der A-Nationalmannschaft, in der er 2013 debütierte und zu 67 Einsätzen kam, an den Europameisterschaften 2016 und 2021 teil.

## Karriere

### Vereinskarriere

#### 1999–2006: Jugendjahre bei der SGA Sirnitz
Hinteregger begann mit dem Fußballspielen wenige Tage vor seinem siebten Geburtstag im Jahre 1999 im Nachwuchs der SGA Sirnitz in der Kärntner Gemeinde Albeck im Bezirk Feldkirchen. Dort durchlief er verschiedene Jugendspielklassen und war unter anderem unter seinem Vater Franz Hinteregger, der als Nachwuchsleiter bei der SGA Sirnitz tätig war, in den Jugendmannschaften des Vereins aktiv. Hinteregger gewann mit den Sirnitzer Jugendteams einige U10- bis U14-Gruppenmeisterschaften und rangierte bei den 3. Kärntner Futsal-Hallenfußballmeisterschaften im Jahre 2006 mit der U14-Mannschaft der SGA Sirnitz auf dem dritten Platz. Dabei war Hinteregger einer der Spieler, die es über die Landesausbildungszentren bis in die Kärntner Landesauswahl schafften.

#### 2006–2009: Jugendspieler bei Salzburg
Im Juli 2006 wurde der junge Verteidiger zum Kooperationsverein FC Red Bull Salzburg abgegeben. Nach 12 Jugendeinsätzen und 2 Toren in der Saison 2006/07 folgten weitere 19 Meisterschaftsspiele und ein Treffer in der Spielzeit 2007/08, in der er bereits als fixes Mitglied in die Jugendabteilung der Salzburger aufgenommen wurde und nicht mehr als Kooperationsspieler im Aufgebot stand. Nachdem er in dieser Saison schon in einigen U17-Spielen im Einsatz gewesen war, kam der Spieler im März 2009 zu seinem ersten Einsatz für die U19-Jugendmannschaft des Vereins, die ihren Spielbetrieb in der U19-Jugendliga hatte. Am 2. Mai 2009 erzielte er sein erstes Meisterschaftstor für die Salzburger, als er bei der 2:3-Auswärtsniederlage gegen die U19-Akademiemannschaft aus Vorarlberg in der 26. Minute den Treffer zum 1:1 erzielte. Während dieser Spielzeit kam Hinteregger in insgesamt elf U19-Meisterschaftsspielen zum Einsatz und erzielte dabei zwei Treffer. Auch zur Saison 2009/10 war der gebürtige Kärntner fester Bestandteil der linken Abwehrseite des Akademieteams, für das er bis Ende März 2010 in 14 Spielen zum Einsatz und 4-mal zum Torerfolg kam.

#### 2009–2016: Über die Juniors zur Stammkraft in Salzburg

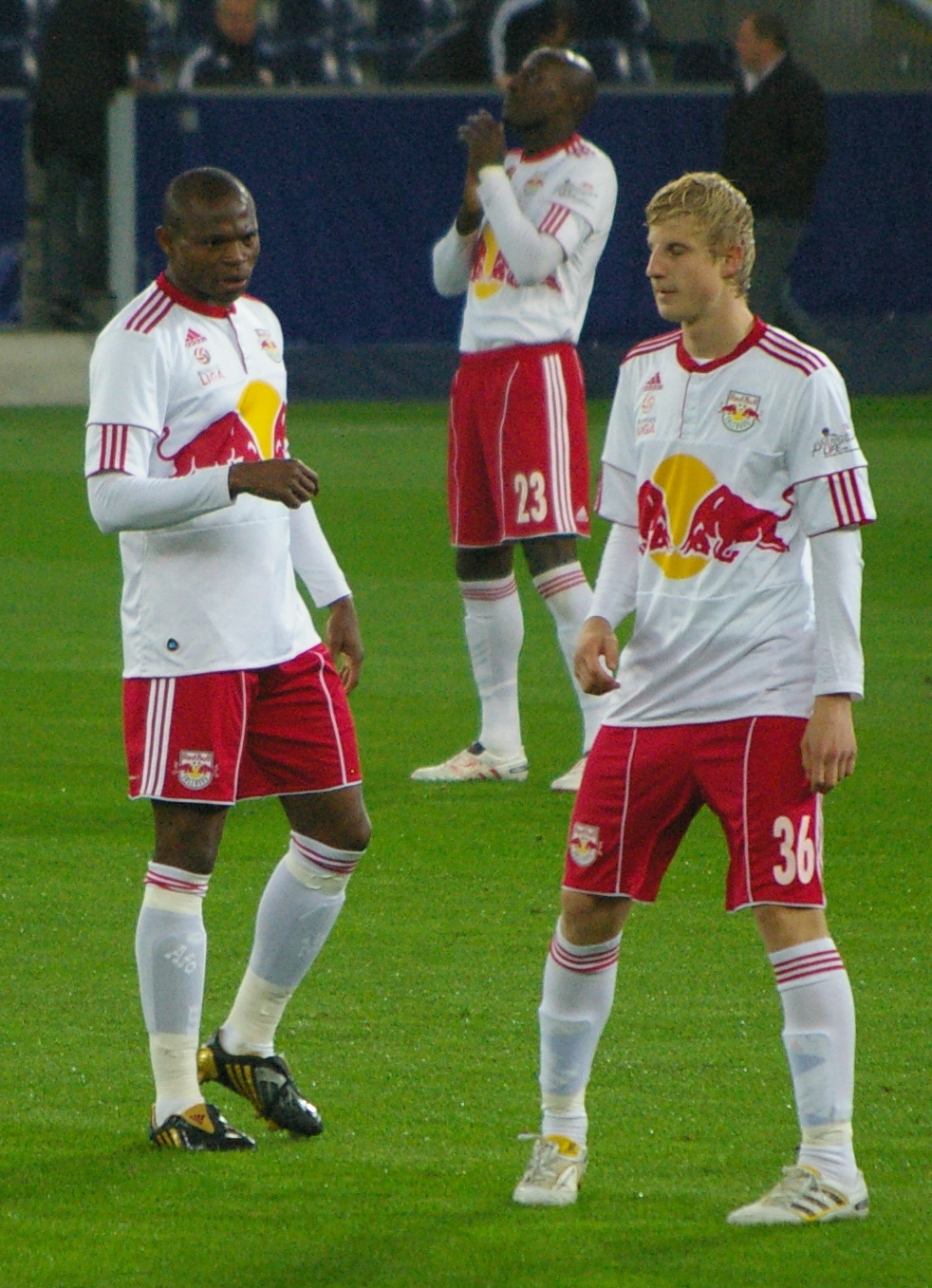
Hinteregger (r.) neben Sekagya (h.) und Afolabi (l.) bei seinem Debüt für die 1. Mannschaft (2010)

Nachdem er Anfang 2010 im zweiten Profiteam des Vereins mit Spielbetrieb in der zweithöchsten österreichischen Fußballspielklasse aufgenommen worden war, kam er am 23. April 2010 zu seinem Profi- und Ligadebüt beim 2:0-Auswärtssieg über den FC Dornbirn über die volle Matchdauer.
Mit seinem ersten Profieinsatz über volle 90 Minuten und den vorwiegend guten Leistungen empfahl er sich für weitere Einsätze in der ersten Liga. Grund für seinen ersten Einsatz war der Ausfall des Defensiv-Allrounders Harald Pichler, der wegen einer Gelbsperre für ein Spiel aussetzen musste. Für die Saison 2010/11 war Hinteregger ein Fixpunkt der zweiten Mannschaft und wurde auch für den Europa-League-Kader der Kampfmannschaft nominiert. Aufgrund der Verletzung von Andreas Ulmer saß er unter anderem gegen Manchester City als Wechselspieler auf der Bank. Sein erstes Tor für die Juniors schoss er im Stadtderby gegen den SV Austria Salzburg.
Die ersten Einsätze bei den Profis des FC Red Bull Salzburg absolvierte Hinteregger in der Saison 2010/11 unter Cheftrainer Huub Stevens. Sein Debüt in der österreichischen Bundesliga gab er am 16. Oktober 2010 im Meisterschaftsspiel gegen den Kapfenberger SV. Fünf Tage später absolvierte er auch sein Europa-League-Debüt im Spiel gegen Juventus Turin.
In der Saison 2011/12 wurde der Österreicher vom neuen Trainer Ricardo Moniz als fixer Bestandteil des Profikaders integriert. Er spielte in dieser Spielzeit meist als linker Verteidiger. In den Play-offs zur Europa League erzielte er das Tor zum 1:0-Sieg gegen Omonia Nikosia, der nach der 1:2-Auswärtsniederlage den Aufstieg in die Gruppenphase bedeutete. Nachdem er zu Beginn der Frühjahrssaison 2012 von Moniz zum Mannschaftskapitän ernannt worden war, wurde er drei Wochen später aus disziplinarischen Gründen kurzzeitig aus dem Kader gestrichen, weil er sich nach einer Heimniederlage gegen den SV Mattersburg ins Salzburger Nachtleben gestürzt haben soll. Die Saison endete mit dem Doublegewinn aus Meisterschaft und Pokal.
Nachdem Moniz im Sommer 2012 zurückgetreten war, wurde Hinteregger ab der Saison 2012/13 vom neuen Trainer Roger Schmidt vorwiegend in der Innenverteidigung, mitunter auch im defensiven Mittelfeld, eingesetzt. Hinteregger erarbeitete sich auch auf dieser Position schnell den Status als Stammspieler. Der FC Red Bull Salzburg schied in der Qualifikation zur Champions League gegen den luxemburgischen Meister F91 Düdelingen in der zweiten Runde aus, verpasste die Meisterschaft und scheiterte im Cup gegen den Regionalligisten FC Pasching.
In der Saison 2013/14 wurde Hinteregger zum Abwehrchef. 2014 holte er mit der Mannschaft seinen zweiten Titel in der österreichischen Bundesliga. In der Champions-League-Qualifikation noch an Fenerbahçe Istanbul gescheitert, stieß man in der Europa League bis ins Achtelfinale vor und unterlag dem FC Basel. Bei der 1:2-Niederlage im Rückspiel fehlte Hinteregger wegen einer Gelbsperre.
Nachdem Trainer Schmidt im Sommer 2014 den Klub verlassen hatte, blieb Hinteregger auch unter Adi Hütter Stammspieler. In der Saison 2014/15 verteidigten die Salzburger als erst dritter Klub die beiden nationalen Titel aus Meisterschaft und Cup. International war im Sechzehntelfinale der Europa League gegen den spanischen Vertreter FC Villarreal Endstation; zuvor war man in den Play-offs zur Champions League an Malmö FF gescheitert. In der Saison 2015/16 scheiterte Hinteregger mit seiner Mannschaft zu Beginn in der dritten Qualifikationsrunde zur UEFA Champions League erneut an Malmö. Der neue Trainer Peter Zeidler, der im Sommer auf Adi Hütter gefolgt war, strich Hinteregger nach dessen Kritik an seinen Mitspielern und am Verein für das Spiel gegen FK Austria Wien aus dem Mannschaftskader. Verletzungsbedingt kam Hinteregger ab August 2015 nur zu vier Einsätzen im Punktspielbetrieb und zu einer Partie im ÖFB-Pokal. Aufgrund der bevorstehenden EM-Endrunde 2016 in Frankreich entschloss er sich zu einem Vereinswechsel.

#### 2016: Leihe nach Mönchengladbach und kurze Rückkehr nach Salzburg
Im Jänner 2016 wurde der Österreicher bis Saisonende an den deutschen Bundesligisten Borussia Mönchengladbach verliehen. Er kam in zehn Ligaspielen zum Einsatz, eine bestehende Kaufoption nutzte die Borussia nicht.
Zur Saison 2016/17 kehrte Hinteregger zunächst nach Salzburg zurück. Von Anfang Juli bis Ende August absolvierte er elf Spiele, fünf davon in der Liga sowie alle sechs Partien Salzburgs in der Champions-League-Qualifikation, in der man in den Play-offs an Dinamo Zagreb scheiterte.

#### 2016–2019: Stammspieler beim FC Augsburg

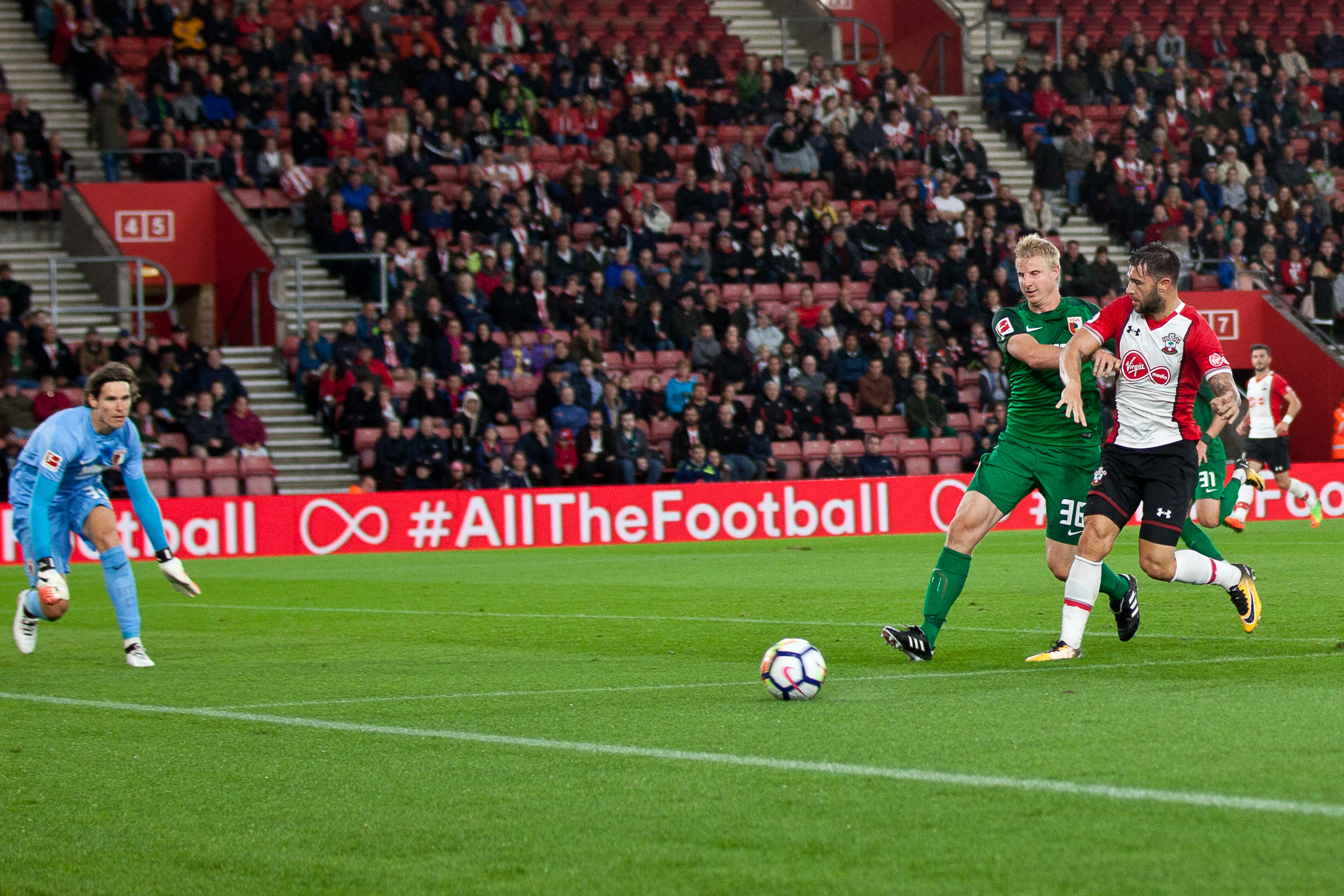
Hinteregger (Nummer 36) im Trikot des FC Augsburg (2017)

Am 31. August 2016 wechselte Hinteregger zum deutschen Bundesligisten FC Augsburg, bei dem er einen Fünfjahresvertrag unterschrieb. Sein erstes Spiel bestritt er am 11. September 2016 beim 2:1-Sieg im Auswärtsspiel gegen Werder Bremen. Im Dezember 2016 erzielte er beim 1:0-Sieg gegen seinen ehemaligen Verein Borussia Mönchengladbach mit dem einzigen Treffer des Spiels sein erstes Bundesligator.
Für den FC Augsburg stand Hinteregger in der Folge in insgesamt 83 Pflichtspielen auf dem Feld und erzielte dabei 5 Tore. In den ersten beiden Spielzeiten platzierte sich Augsburg mit Hinteregger jeweils im Tabellenmittelfeld der Liga, ehe das Team in der Saison 2018/19 in den Abstiegskampf rutschte. Im Anschluss an die 2:0-Niederlage am 26. Jänner 2019 gegen Borussia Mönchengladbach kritisierte Hinteregger den Cheftrainer Manuel Baum öffentlich in einem Interview mit dem Bayerischen Rundfunk. Als Reaktion darauf erteilte ihm der Verein eine „drastische Geldstrafe“, suspendierte ihn vom Mannschaftstraining und teilte wenig später mit, dass Hinteregger freigestellt sei, sich einen neuen Verein zu suchen.

„Ich kann nichts Positives über ihn sagen und werde auch nichts Negatives sagen.“

#### 2019–2022: Publikumsliebling und Europa-League-Sieger in Frankfurt

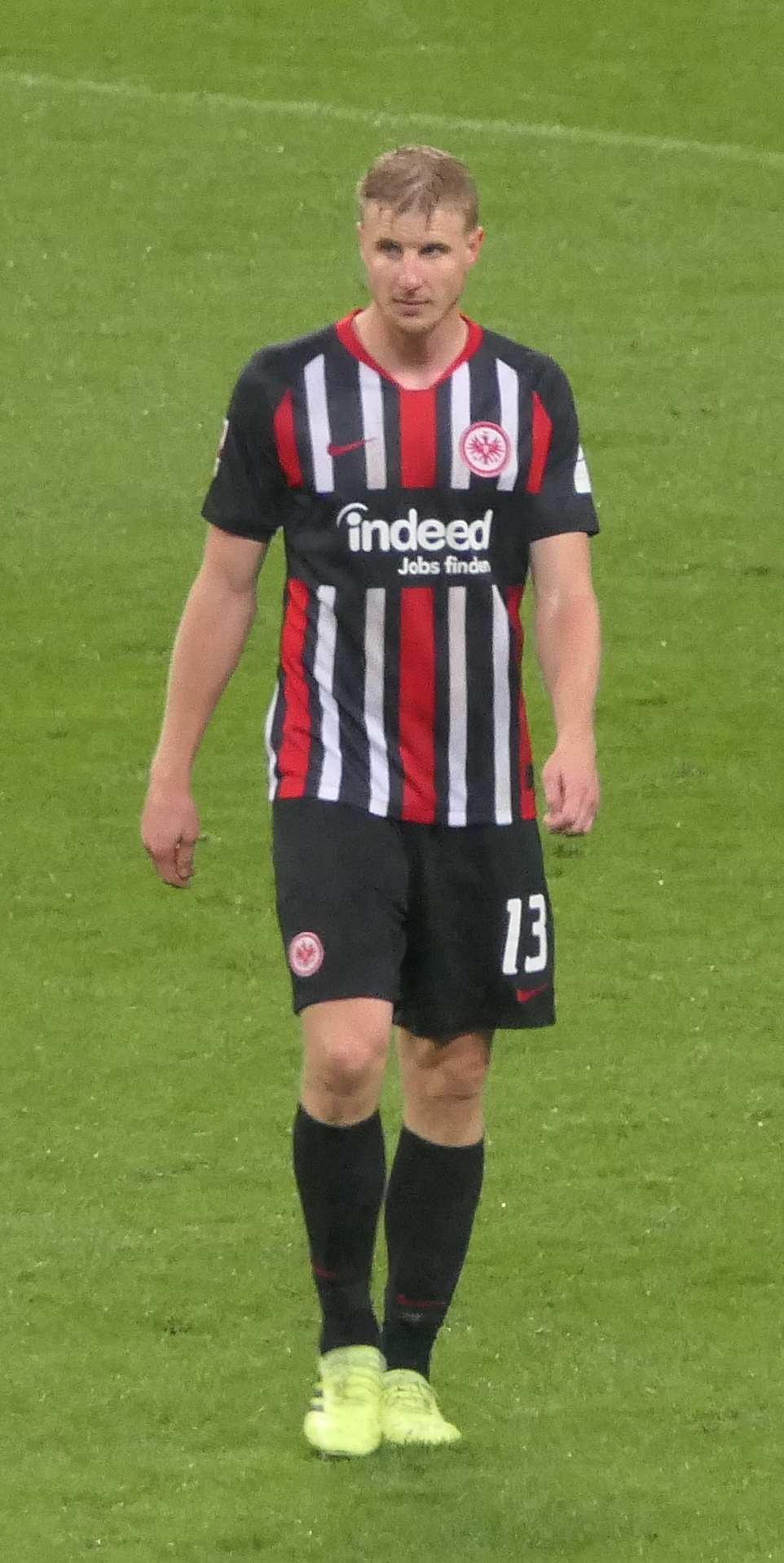
Hinteregger bei Eintracht Frankfurt (2019)

Am letzten Tag der Transferperiode, am 31. Jänner 2019, wechselte Hinteregger auf Leihbasis bis Saisonende zum Ligakonkurrenten Eintracht Frankfurt. Unter seinem Landsmann Adi Hütter, unter dem er bereits in Salzburg gespielt hatte, etablierte er sich auf Anhieb als Stammspieler und kam bis zum Saisonende in 14 Ligaspielen jeweils in der Startelf zum Einsatz, in denen er ein Tor erzielte. Zudem stand er in 7 Spielen der Europa League in der Anfangsformation und spielte sich mit seiner Mannschaft nach Siegen gegen Schachtar Donezk, Inter Mailand und Benfica Lissabon bis ins Halbfinale, in dem man gegen den späteren Sieger FC Chelsea ausschied. Hinteregger galt im Rückspiel trotz vergebenem Versuch im Elfmeterschießen als bester Mann auf dem Platz und wurde nach Spielende von den eigenen Fans gefeiert. Ein Bild, das ihn in den Armen eines ihn tröstenden Fans zeigt, ziert das Cover seines 2021 erschienenen Buches.
Zur Vorbereitung auf die Saison 2019/20 kehrte Hinteregger kurzzeitig zum FC Augsburg zurück, den im April 2019 Martin Schmidt als Cheftrainer übernommen hatte. Im August 2019 wurde Hinteregger von der Eintracht fest verpflichtet und mit einem Fünfjahresvertrag ausgestattet. In der Spielzeit war er als zentrales Glied Stammspieler in Frankfurts Dreierkette und kam in insgesamt 49 Pflichtspielen zum Einsatz. In der Bundesliga erzielte er 8 Tore nach Eckbällen und mauserte sich damit zum torgefährlichsten Verteidiger in europäischen Ligen. Mit seiner Mannschaft erreichte er in der Spielzeit nach zunächst erfolgreicher Qualifikation das Achtelfinale der Europa League sowie das Halbfinale des DFB-Pokals. In der Saison 2020/21 behauptete der Österreicher weiterhin seinen Stammplatz in der Innenverteidigung und qualifizierte sich mit seiner Mannschaft als Tabellenfünfter für die Europa League. Vor der Spielzeit 2021/22 wurde er vom neuen Cheftrainer Oliver Glasner als ein Stellvertreter des neuen Kapitäns Sebastian Rode benannt. In der Saison absolvierte er 37 Pflichtspiele, wobei er dabei fast ausschließlich in der Startelf stand. Nachdem Hinteregger bis Mitte der Saison für ihn ungewöhnlich häufig schwache Leistungen gezeigt hatte, avancierte er ab März 2022 wieder zum Leistungsträger. Insbesondere in der Europa League fiel er mit starken Leistungen auf und erreichte mit seiner Mannschaft nach Siegen in der K.o.-Runde gegen Betis Sevilla, den FC Barcelona und West Ham United das Finale, wobei sich der Innenverteidiger im Halbfinalrückspiel früh am Oberschenkel verletzte und für den Rest der Saison ausfiel. Seine Mannschaft gewann am 18. Mai 2022 das Endspiel gegen die Glasgow Rangers im Elfmeterschießen; Hinteregger wurde im Anschluss von der UEFA in das Team der Saison des Wettbewerbs aufgenommen.
Als Kultfigur und Leistungsträger galt „Hinti“, wie er von den Frankfurter Fans genannt wurde, als Publikumsliebling. Trotz laufenden Vertrages bis 2024 beendete Hinteregger im Juni 2022 mit 29 Jahren seine Profikarriere.

#### 2022–2024: Zurück in Sirnitz
Kurz nach dem Ende seiner Profikarriere verkündete Hinteregger, dass er zukünftig wieder in Sirnitz zu spielen plane, dort allerdings als Angreifer. Im Juli 2022 wurde ihm dann von Frankfurt die Freigabe für den Wechsel erteilt, da Hinteregger eigentlich seinen noch bis 2024 laufenden Vertrag bei der Eintracht nur ausgesetzt hatte. Ende desselben Monats bekam er dann auch die Spielfreigabe des Verbandes, sodass er rechtzeitig vor Saisonbeginn offiziell wieder Spieler des Fünftligisten wurde. Am 18. Mai 2023 unterschrieb Hinteregger einen neuen Vertrag in Sirnitz und wurde mit Start der Saison 2023/24 Spielertrainer des SGA Sirnitz, diesen Posten gab er im September 2024 wieder auf. Ende September 2024 suspendierte der Kärntner Fußballverband Hinteregger zeitweise, nachdem er einen Fan des ASKÖ Mittlern umgestoßen hatte, der daraufhin Strafanzeige gegen ihn stellte. Insgesamt kam er für Sirnitz zu 59 Einsätzen in der fünfthöchsten Spielklasse, in denen er 40 Tore erzielte.

#### 2025: Bundesliga-Comeback in Klagenfurt
Im Jänner 2025 wechselte Hinteregger zum Bundesligisten SK Austria Klagenfurt, bei dem er einen bis 2026 laufenden Vertrag erhielt, und gab damit nach zweieinhalb Jahren ein Comeback im Profibereich. Für Klagenfurt lief er 14 Mal in der Bundesliga auf, aus der das Team aber abstieg. Daraufhin verließ Hinteregger Klagenfurt nach der Saison 2024/25 wieder, da sein Vertrag nur Gültigkeit für die Bundesliga besaß.

#### Ab 2025: Rückkehr nach Sirnitz
Nach dem Bundesliga-Abstieg der Klagenfurter beendete Hinteregger nach nur einem halben Jahr seine Profikarriere wieder und kehrte zu Fünftligist SGA Sirnitz zurück.

### Nationalmannschaft

#### Juniorennationalteams

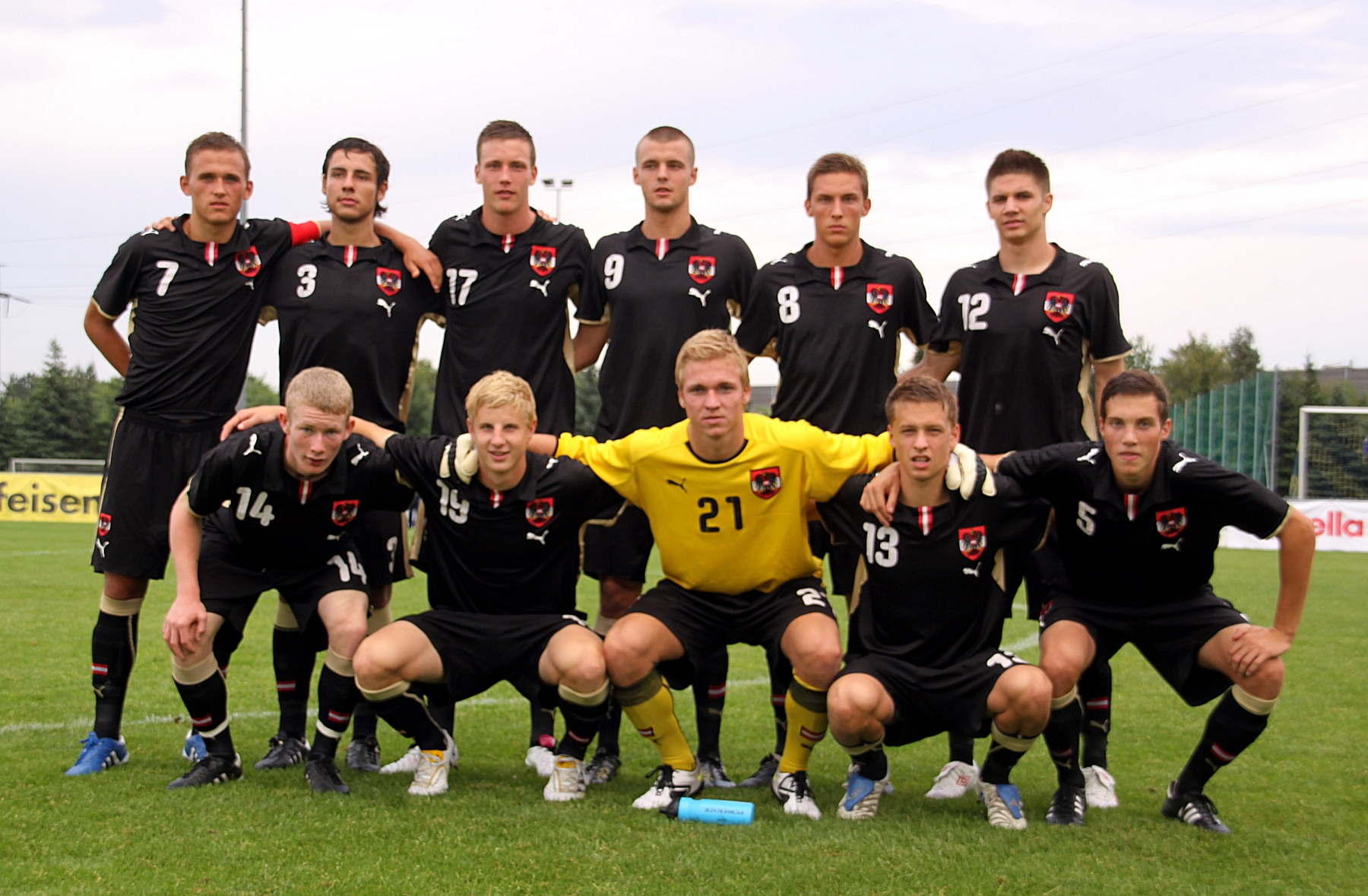
Hinteregger (vorne, Zweiter von links) als Teil der U19-Nationalmannschaft (2010)

Im April 2008 wurde Hinteregger erstmals in eine österreichische Nationalauswahl berufen. Österreichs U17-Teamchef Hermann Stadler holte ihn für das Länderspiel gegen Mazedoniens U17 im burgenländischen Baumgarten als einen von zwei Akademiespielern von Red Bull Salzburg in den 18-Mann-Kader. Am 16. April 2008 kam der Verteidiger zu seinem Jugend-Nationalmannschaftsdebüt, als er in der 70. Spielminute eingewechselt wurde. Es folgten zwei weitere Einsätze in dieser Altersgruppe, bei der Eliterunde der Qualifikation zur U17-Fußball-EM 2009 stand Hinteregger aber nur im erweiterten Kader. In den Jahren 2009 bis 2011 stand Hinteregger im Kader der österreichischen U18- sowie der österreichischen U19-Mannschaft und absolvierte insgesamt neun Freundschaftsspiele.
Am 17. November 2010 gab Hinteregger sein Debüt in der österreichischen U21, nachdem ihn der damalige U21-Teamchef Andreas Herzog wenige Tage zuvor das erste Mal einberufen hatte. Im Freundschaftsspiel gegen die U21 von Wales in Newport wurde Hinteregger nach der Pause eingewechselt.
Nach anfangs sehr sporadischen Einsätzen in der U21, unter anderem bei einem Spiel in der U21-EM-Qualifikation für 2013, die Österreich nur auf dem enttäuschenden 4. Platz abschloss, wurde Hinteregger mit der Zeit zu einem immer wichtigeren Bestandteil des Nachwuchs-Nationalteams. So war er in den ersten drei Spielen der U21-EM-Qualifikation für 2015 im Herbst 2013 – nun unter dem U21-Teamchef Werner Gregoritsch – bereits Stammspieler, wobei er in der Partie gegen die bosnische U21 sogar als Kapitän agierte. Insgesamt kam er zu 13 Einsätzen in der österreichischen U21-Nationalelf.

#### A-Nationalteam

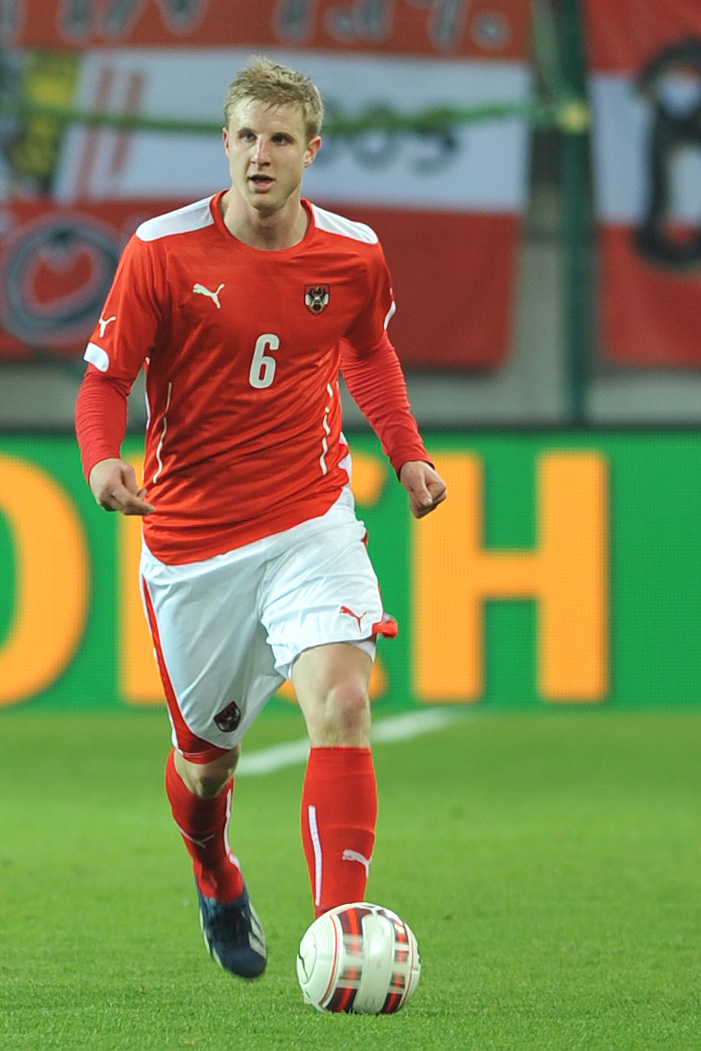
Hinteregger beim A-Länderspiel gegen Uruguay am 5. März 2014

Nachdem er von Teamchef Marcel Koller bereits zweimal auf Abruf nominiert worden war, kam Hinteregger im November 2013 zu seinem ersten Einsatz für das österreichische A-Nationalteam. Am 19. November 2013 stand er beim 1:0-Freundschaftsspiel-Heimsieg gegen die USA im Wiener Ernst-Happel-Stadion über 90 Minuten auf dem Feld. Auch in den zwei weiteren Freundschaftsspielen im Frühjahr 2014 gegen Uruguay und Island empfahl sich Hinteregger für einen Stammplatz, und so startete die Nationalmannschaft mit dem Innenverteidiger-Duo Hinteregger und Aleksandar Dragovic auch in die EM-Qualifikation für 2016. Am 12. Mai 2016 berief ihn Nationaltrainer Marcel Koller in den Kader für die Europameisterschaft 2016. Er gehörte im Turnier zur Stammelf und bestritt alle drei Vorrundenpartien über die vollen 90 Minuten. Als Tabellenletzter mit nur einem Punkt aus drei Spielen schied das Team danach aus.
Im Mai 2021 wurde er in den vorläufigen Kader Österreichs für die EM 2021 berufen und schaffte es schlussendlich auch wieder in den endgültigen Kader, mit dem er bis zum Achtelfinale kam. Während des Turniers kam er in allen vier Partien Österreichs zum Einsatz.

### Laufbahn als Funktionär
Im Herbst 2022 übernahm Hinteregger das Amt des Vereinspräsidenten des Regionalligisten SC Wiener Viktoria.

## Erfolge
FC Red Bull Salzburg
- Österreichischer Meister: 2012, 2014, 2015
- Österreichischer Cupsieger: 2012, 2014, 2015

Eintracht Frankfurt
- Europa-League-Sieger: 2022

Persönliche Auszeichnungen
- Aufnahme ins Team der Saison der Europa League: 2022

## Persönliches
Hinteregger kommt aus einer sportbegeisterten Familie. Sein Großvater war in der Gründungszeit der SGA Sirnitz als Sportler aktiv. Später fand auch Martins Vater Franz Hinteregger zum Verein und war dort als Fußballjugendtrainer und Nachwuchsleiter tätig. Auch Martins Schwester Christina war Teil des Klubs; sie spielte als Libera in der dortigen Damenmannschaft und war Schriftführerin des Vereins.
Hinteregger gilt als untypischer Fußballprofi; sein größtes Hobby ist die Jagd. Bekannt ist er auch dafür, dass er in Interviews kein Blatt vor den Mund nimmt. So meinte er im Meisterschaftsfinish 2013 in Richtung des späteren Meisters Austria, die Wiener würden sich schon „anscheißen“. Im September 2014, nachdem er im Spiel gegen den Wolfsberger AC mit dessen Trainer Dietmar Kühbauer aneinandergeraten war, schimpfte er: „Er ist der gleiche Koffer wie als Spieler.“
In Interviews kritisierte Hinteregger die Entwicklung hin zu höheren Ablösesummen und wachsender Kommerzialisierung im Profifußball sowie die geringe Privatsphäre von Profifußballern. Zudem nimmt seiner Meinung nach die Nutzung des Smartphones im Alltag überhand. Daher ersetzte er dieses durch ein einfaches Klapphandy, und war somit nicht mehr per WhatsApp erreichbar; Informationen aus dem Gruppenchat erhielt er daher von einem Teamkollegen. Er kritisierte auch, dass er sich verstellen müsse, er wäre „lieber Profi in den 80er-Jahren gewesen und hätte dafür ein lustigeres, authentischeres Leben geführt“.
Am 11. August 2021 erschien Hintereggers Buch Innensicht mit 45 Episoden aus seinem Leben.

## Kontroversen
Am 18. Juni 2022 veranstaltete Hinteregger mit seinem Heimatverein SGA Sirnitz ein Freizeitfußballturnier namens „1. Hinti Cup“ mit 40 Frauen-, Männer- und Mixed-Teams. Wegen einer geplanten Kooperation mit dem FPÖ-Gemeinderat Heinrich Sickl, der als Unterstützer der Identitären Bewegung gilt, war die Veranstaltung umstritten. Hinteregger distanzierte sich nach Veröffentlichung der Vorwürfe umgehend von Sickl und jeglicher rechtsextremen Gesinnung. In einem Interview mit der Zeitung Der Standard sowie einem Interview mit Sky am 20. Juni 2022 sprach Hinteregger von einer „medialen Hetzjagd“ und relativierte die Kritik an der FPÖ-Parteizugehörigkeit von Sickl, die ihm bekannt war. Hinteregger gab jedoch an, von dessen konkreten Machenschaften nichts gewusst zu haben.
Im April 2025 stand Hinteregger wegen einer ihm vorgeworfenen Körperverletzung vor Gericht, nachdem er bei einem Spiel der SGA Sirnitz einem gegnerischen Zuschauer, der ihn zuvor lange Zeit beschimpft hatte, einen „Schubser“ gegeben hat. Dieses Strafverfahren wurde außergerichtlich beigelegt; im Zuge der Diversion musste Hinteregger insgesamt 5500 Euro ans Gericht bezahlen.
Medienberichten zufolge wurde ihm im Juni 2025 bei einer Routinekontrolle der Polizei im Bezirk Feldkirchen wegen 2,3 Promille Alkohol bei einem Vortest der Führerschein abgenommen.

## Trivia
Zu seiner Zeit bei Eintracht Frankfurt hinterließ Hinteregger aufgrund seiner Abwehrleistungen und seiner Attitüde einen so guten Eindruck, dass der Eintracht-Videopodcast FUSSBALL 2000 ihm einen eigenen Song mit dem Titel Hinti Army now widmete, eine Adaption von In the Army Now der britischen Band Status Quo. Außerdem schlossen sich einige Eintracht-Fans zur „Hinti Army“ zusammen.
Am 27. Mai 2022 veröffentlichte der Partyschlagersänger Ikke Hüftgold einen Song über Hinteregger.

## Werke
- Martin Hinteregger, Albin Tilli: Martin Hinteregger Innensicht. KATi, Wernberg 2021, ISBN 978-3-200-07664-8.